# Удэгейская письменность
Удэгейская письменность — письменность, используемая для записи удэгейского языка. За время своего существования функционировала на разных графических основах и неоднократно реформировалась. В настоящее время удэгейская письменность функционирует на двух версиях кириллицы для двух формирующихся литературных языков, но общепринятой нормы не имеет. В истории удэгейской письменности выделяется 2 этапа:
- 1931—1937 годы — письменность на латинской основе;
- с конца 1980-х годов — современная письменность на основе кириллицы.

## Дописьменный период
Первая достоверно известная фиксация удэгейского языкового материала была сделана в 1859 году натуралистом Р. Мааком, записавшим на этом языке кириллицей несколько местных названий животных. В 1880-х — 1890-х годах И. П. Надаровым и С. Н. Браиловским были составлены первые словники, в которых удэгейские слова также были записаны кириллицей. Слова записывались на слух и их фонетический облик весьма неточен. С 1906 большая работа по фиксации удэгейского языка была проведена В. К. Арсеньевым. В своих записях, по большей части неопубликованных, он использовал кириллический алфавит с диакритическими знаками. Так, для обозначения фарингализации им употреблялся двойной надстрочный знак ⁀̇ (дуга с точкой сверху). Записи Арсеньева специалисты оценивают как намного более точные, по сравнению с записями предшественников. Также в начале XX века удэгейский языковой материал собирался П. Шмидтом и С. Понятовским. Однако собственно удэгейской письменности в то время не возникло.

## Латиница

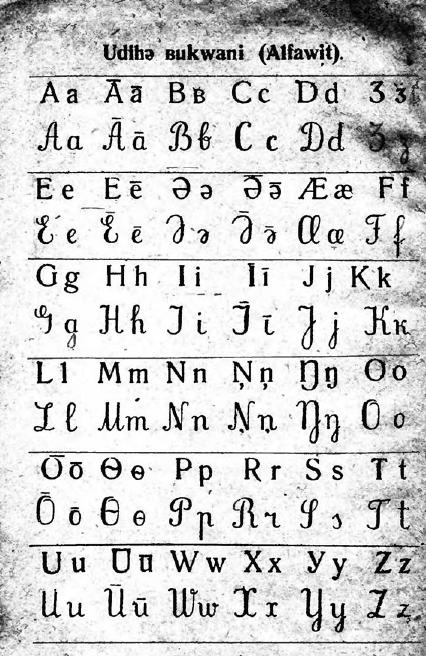
Удэгейский алфавит из букваря 1932 года

В 1920-е — 1930-е годы в СССР шёл процесс создания письменностей для ранее бесписьменных народов. В 1931 году был опубликован проект первого удэгейского алфавита на латинской графической основе. Автором этого алфавита был Е. Р. Шнейдер. По первоначальному проекту алфавит включал следующие знаки: Aa Bb Çç Dd Ee Әә Ff Gg Hh Ꜧꜧ Ii Jj Kk Ll Mm Nn Ŋŋ Oo Pp Rr Ss Tt Uu Ww Xx Ӡӡ. В 1932 году на несколько изменённом варианте удэгейского алфавита вышла первая книга на удэгейском языке — букварь «Наша грамота» — составленная Е. Р. Шнейдером. Его перу принадлежат и другие удэгейские книги, написанные или переведённые в 1930-е годы. Латинский алфавит у удэгейцев продолжал функционировать до 1937 года.

## Кириллица
Во второй половине 1930-х годов в СССР начался процесс перевода письменностей на кириллическую основу. 7 марта 1937 года Президиум ЦИК одобрил постановление об утверждении новых алфавитов народов Севера. Этим постановлением был утверждён и удэгейский алфавит на основе кириллицы, который содержал все буквы русского алфавита кроме Щ щ и Ъ ъ, а также апостроф. Однако на этом алфавите была издана всего одна книга — перевод учебника арифметики (Арифметика. Тэнэ дэлууи школа татусинкуни). После этого функционирование письменного удэгейского языка в регламентируемых сферах надолго прекратилось. Одной из возможных причин прекращения книгоиздания на удэгейском языке называют то, что в 1937 году был репрессирован Е. Р. Шнейдер.
В последующие годы представители удэгейской интеллигенции предпринимали попытки возрождения письменности. Так, в 1940-е годы писатель Джанси Кимонко разработал свой вариант удэгейского кириллического алфавита (намного позднее он без изменений стал использоваться в книгоиздании петербургскими издательствами), но в то время его начинание не получило поддержки властей. В 1960-е годы на удэгейском языке жительницей села Гвасюги В. Т. Кялундзюгой был написан ряд пьес, рукописи которых до настоящего времени не сохранились. Отмечается, что в 1980-е годы, ещё до официального восстановления удэгейской письменности, некоторые удэгейцы использовали для записи своего языка как кириллицу, так и латиницу.
В конце 1980-х годов вопрос о восстановлении удэгейской письменности был поднят вновь. Специалисты разработали несколько вариантов кириллического алфавита — один в Ленинградском отделении Института языкознания АН СССР (автор — О. П. Суник), а второй — в Хабаровске (автор М. Д. Симонов). Второй вариант был официально утверждён Хабаровским крайисполкомом в январе 1989 года.
«Ленинградский» вариант удэгейского алфавита содержит следующие знаки: А а, Б б, В в, Г г, Д д, Е е, Ё ё, ӡ, И и, й, К к, Л л, М м, Н н, Ӈ ӈ, О о, П п, Р р, С с, Т т, У у, Ф ф, Х х, Ц ц, Ч ч, Э э, Ю ю, Я я. Кроме того употребляется апостроф перед гласными, обозначающий, что после гласного следует гортанный смычный. На этом алфавите в 2000-е — 2010-е годы вышел ряд учебных книг и словарей, в основном за авторством А. Х. Гирфановой.
«Хабаровский» вариант алфавита, на котором в настоящее время издаётся большинство литературы, имеет следующий вид:

| А а | 'А 'а | Ā ā | Â â | Б б | В в | Г г | ғ   | Д д   | Ӡ ӡ | И и | Ӣ ӣ | И̂ и̂ |
| Й й | К к   | Л л | М м | Н н | Њ њ | Ӈ ӈ | О о | 'О 'о | Ō ō | Ô ô | П п | р   |
| С с | Т т   | У у | Ӯ ӯ | У̂ ŷ | ф   | Х х | Ч ч | ь     | Э э | 'э  | Э̄ э̄ | Э̂ э̂ |

Особенностью этого алфавита является отражение на письме всех 18 гласных фонем удэгейского языка — простых слабоинтенсивных (буквы без диакритических знаков), отрывистых слабоинтенсивных (буквы с апострофом), резких интенсивных (буквы с циркумфлексом) и плавных интенсивных (буквы с макроном). Сторонники «ленинградского» алфавита критикуют «хабаровский» вариант за сложность восприятия учениками.
Удэгейский писатель А. А. Канчуга в своих книгах, изданных в середине 2000-х годов, использует собственную систему записи, состоящую из букв русского алфавита с добавлением знака Ң ң.
Помимо вышеуказанных алфавитов, функционирующих в настоящее время, в начале 1990-х годов в ряде изданий использовались и другие версии кириллического алфавита. Так, в одной из первых удэгейских книг, выпущенных после возобновления письменности, — пособии для учителей удэгейского языка 1991 года — используется следующий алфавит: А а, Б б, В в, Ԝ ԝ, Г г, Д д, Ә ә, Е е, Ё ё, Ж ж, З з, Ӡ ӡ, И и, Й й, К к, Л л, М м, Н н, Ӈ ӈ, Њ њ, О о, П п, Р р, С с, Т т, У у, Ф ф, Х х, Ц ц, Ч ч, Ш ш, Щ щ, Ъ ъ, Ы ы, Ь ь, Э э, Ю ю, Я я. Также в этом алфавите использовались апостроф для смычного гортанного звука, акут для обозначения долгих гласных и подбуквенный кружок для редуцируемых звуков. В «удэгейской иллюстрированной азбуке», выпущенной в том же году, тем же автором использовался несколько иной вариант алфавита: А а, Б б, Ԝ ԝ, Г г, Д д, Ә ә, е, ё, Ӡ ӡ, И и, Й й, К к, Л л, М м, Н н, Ӈ ӈ, Њ њ, О о, П п, С с, Т т, У у, ф, Х х, Ч ч, Ц ц, ю, я.

## Таблица соответствия алфавитов
Таблица соответствия алфавитов:
| Фонема | Латиница     | «Хабаровская» кириллица | «Ленинградская» кириллица | Кириллица Канчуги   |      | Фонема  | Латиница | «Хабаровская» кириллица | «Ленинградская» кириллица | Кириллица Канчуги |
| ------ | ------------ | ----------------------- | ------------------------- | ------------------- | ---- | ------- | -------- | ----------------------- | ------------------------- | ----------------- |
| /a/    | A a          | А а                     | А а                       | А а                 |      | /o/     | O o      | О о                     | О о                       | О о               |
| /u/    | U u          | У у                     | У у                       | У у                 | /ә/  | Ә ә     | Э э      | Ә ә (Э э)               | Э э                       |                   |
| /i/    | I i          | И и                     | И и                       | И и                 | /e/  | E e     | Иэ иэ    | Е е (Иэ иэ)             | Е е, Иэ иэ                |                   |
| /æ/    | Æ æ          | Иа иа                   | Я я                       | Я я                 | /ө/  | Ө ө     | Ио ио    | Ё ё                     | Ё ё                       |                   |
| /y(i)/ | Y(i) y(i)    | Ио(и) ио(и)             | Ю(й) ю(й)                 | Ю(й) ю(й)           | /aa/ | Ā ā     | Ā ā, Á á | Á á                     | Аа аа                     |                   |
| /oo/   | Ō ō          | Ō ō                     | Ó ó                       | Оо оо               | /uu/ | Ū ū     | Ӯ ӯ      | У́ у́                     | Уу уу                     |                   |
| /əə/   | Ə̄ ə̄          | Э̄ э̄                     | Ә́ ә́                       | Ээ ээ               | /ii/ | Ī ī     | Ӣ ӣ      | И́ и́                     | Ии ии                     |                   |
| /ee/   | Iə iə        | Иэ иэ                   | Иә́ иә́ (Иэ́ иэ́)             | Е е                 | /ææ/ | Eæ eæ   | Иа иа    | Я́ я́                     | Иа иа                     |                   |
| /өө/   | Yɵ yɵ        | Ӧ̄ ӧ̄                     | Ё́ ё                       | Ё ё                 | /yy/ | Yi yi   | Ӱ̄ ӱ̄      | Ю́ ю́                     | Ю ю                       |                   |
| /‘ā/   | ‘A ‘a        | ‘А ‘а                   | ‘А ‘а                     | А а, Аа аа          | /‘ō/ | ‘O ‘o   | ‘О ‘о    | ‘О ‘о                   | О о, Оо оо                |                   |
| /‘ə̄/   | ‘Ə ‘ə        | ‘Э ‘э                   | ‘Ә ‘ә (‘Э ‘э)             | Э э, Ээ ээ          | /āh/ | Aha aha | Â â      | -                       | -                         |                   |
| /ōh/   | Oho oho      | О̂ о̂                     | -                         | -                   | /ūh/ | Uhu uhu | У̂ ŷ      | -                       | -                         |                   |
| /ə̄h/   | Əhə əhə      | Э̂ э̂                     | -                         | -                   | /īh/ | Ihi ihi | И̂ и̂      | -                       | -                         |                   |
| /ai/   | Ai ai, Aj aj | Аи аи                   | Ай ай (Аи аи)             | Аи аи, Ай ай        | /p/  | P p     | П п      | П п                     | П п                       |                   |
| /b/    | B в          | Б б                     | Б б                       | Б б                 | /t/  | T t     | Т т      | Т т                     | Т т                       |                   |
| /d/    | D d          | Д д                     | Д д                       | Д д                 | /c/  | C c     | Ч ч      | Ч ч                     | Ч ч                       |                   |
| /č/    | C c          | Ц ц                     | Ц ц                       | Ц ц                 | /ʒ/  | Ʒ ʒ     | Ӡ ӡ      | Ӡ ӡ                     | З з; Д д + и, я, е, ю, ё  |                   |
| /k/    | K k          | К к                     | К к                       | К к                 | /g/  | G g     | Г г      | Г г                     | Г г                       |                   |
| /γ/    | G g          | Ғ ғ                     | -                         | -                   | /f/  | F f     | Ф ф      | Ф ф                     | Ф ф                       |                   |
| /s/    | S s          | С с                     | С с                       | С с                 | /x/  | X x     | Х х      | Х х                     | Х х                       |                   |
| /m/    | M m          | М м                     | М м                       | М м                 | /n/  | N n     | Н н      | Н н                     | Н н                       |                   |
| /ɲ/    | Ņ ņ          | Њ њ                     | Њ њ                       | Н н + и, я, е, ю, ё | /ŋ/  | Ŋ ŋ     | Ӈ ӈ      | Ӈ ӈ                     | Ң ң                       |                   |
| /w/    | W w          | В в                     | Ԝ ԝ                       | В в, У у            | /j/  | J j     | Й й      | Й й                     | Й й; я, е, ю, ё           |                   |
| /l/    | L l          | Л л                     | Л л                       | Л л                 | /r/  | R r     | Р р      | Р р                     | Р р                       |                   |
| /z/    | Z z          | З з                     | З з                       | З з                 |      |         |          |                         |                           |                   |